# 張正學 (崇禎進士)
張正學（？—？），號翼統，陕西西安府同州人，明末清初官员。

## 生平
崇祯六年（1633年）癸酉科陕西乡试舉人，崇禎十三年（1640年）庚辰科進士，大理寺观政，本年授河南洛阳知县。崇禎十四年二月，李自成破洛阳，知府冯一俊、知县张正学被俘虏，后闯军攻开封，河南巡抚李仙凤率陈永福等收洛阳。冯一俊、张正学皆素服诣军前待罪。洛阳士民保留知县张正学，仙凤亦不深求也，乃以县印属之，俾其待罪办事，任職至弘光年間。

## 引用
1. ↑  《崇禎十三年庚辰科進士三代履歷》：张正学，曾祖拱极，散官；祖薇，庚午亚魁，河南罗山知县；父國威，原名祇若，庠生，改武任山西守备。翼統，礼记房，辛丑年五月初九日生，同州人，癸酉六十二名，会试二百五十九名，三甲四十九名。大理寺观政，本年授河南洛阳知县。
2. ↑  咸豐《同州府志·卷八·選舉表上》：進士……張正學 知縣，同州人，崇禎十三年……舉人……張正學 同州人……以上俱崇禎六年
3. ↑  嘉慶《洛陽縣志·卷二十八·職官表下》：知縣……張正學 同州人，進士
4. ↑  錢海岳《南明史·卷三十五·列傳第十一》：（弘光）時河南疆吏：……張正學，同州人。崇禎十三年進士。雒陽知縣。自成兵退，仍故官。

| 官衔          | 官衔                          | 官衔          |
| ------------- | ----------------------------- | ------------- |
| 前任： 王鳳翥 | 明朝洛陽縣知縣 1640年－1645年 | 繼任： 孔尚則 |